# لویاتان ملویلی
لویاتان ملویلی (نام علمی: Livyatan melvillei) گونه‌ای منقرض‌شده و پیشاتاریخی از نهنگ می‌باشد که در دور میوسن زیست می‌کرد. طول این نهنگ کهن می‌توانست به بیش از ۱۷ متر برسد و به طور کلی از نظر اندازه و ظاهر تا حدود زیادی به نهنگ عنبر امروزی شباهت داشت. لویاتان یک شکارچی رأس هرم غذایی محسوب می‌شد و می‌توانسته آبزیان بزرگ مانند دلفینها، و حتی سایر نهنگ‌ها را شکار کند. این جانور همزمان با کوسه غول‌پیکری به نام مگالودون می‌زیست و احتمالاً با آن بر سر منابع غذایی رقابت می‌کرد. نام لویاتان ملویلی برگفته از نام لویاتان (یک هیولا در کتاب مقدس) است. پسوند ملویلی نیز اشاره به هرمان ملویل نویسنده رمان مشهور موبی‌دیک دارد.

## توصیف

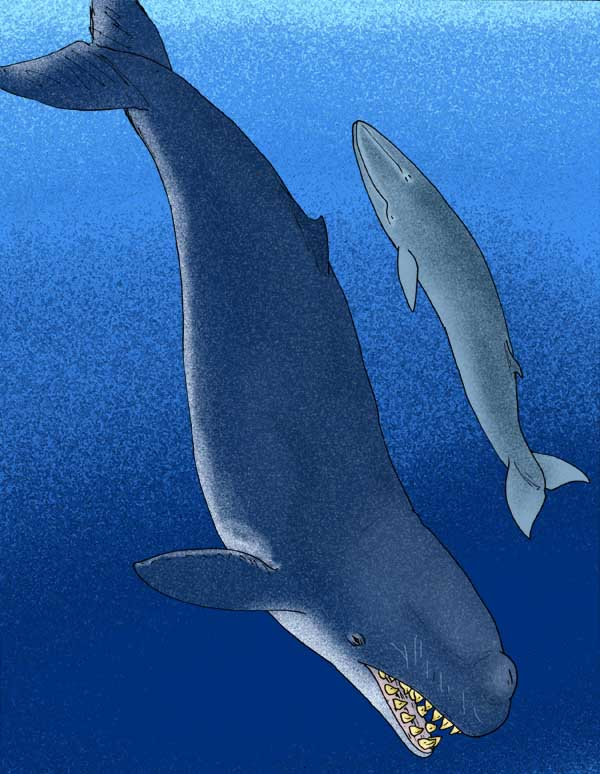
نگاره خیالی از لویاتان ملویلی در نزدیکی نهنگ‌دد

لویاتان ملویلی بین ۱۳٫۵ تا ۱۷٫۵ متر طول داشت و یکی از بزرگ‌ترین درندگان تاریخ محسوب می‌شود. این جانور دارای جمجمه‌ای به طول ۳ متر بوده و آرواره آن دارای دندانهایی درشت و میخ‌مانند بود که تا ۳۶ سانتی‌متر نیز رشد می‌کردند. دندان‌های این گونه نهنگ پس از عاج بزرگ‌ترین نوع دندان در میان تمام جانوران تاریخ محسوب می‌شود. برخلاف نهنگ‌های عنبر که تنها در فک پایین خود دندان دارند در لویاتان‌ها هم فک پایین و هم فک بالا دارای دندان بودند. تعداد دندان‌های لویاتان ملویلی در فک پایین ۲۲ و در فک بالا ۱۸ عدد بوده‌است.

## انقراض
لویاتان ملویلی احتمالاً به علت آغاز سرمایش جهانی در اواخر میوسن که افزایش اندازه نهنگ‌های بی‌دندان و کاهش تنوعشان را در پی داشت منقرض شد. زیرا این جانور برای بقا به شکار نهنگ‌های کوچک وابسته بود و کاهش تعداد نهنگ‌های کوچک باعث در تنگنا قرارگرفتن لویاتان ملویلی برای تامین خوراکش می‌شد.

### ویدیو
- لویاتان در یوتیوب
- لویاتان در یوتیوب